# Шуляцьке болото
Шуля́цьке Боло́то — гідрологічний заказник загальнодержавного значення в Україні. Розташований поблизу селища Адамівка (підпорядковано селу Шулякам), що в Жашківському районі Черкаської області.
Площа заказника 940 га. Установа, яка є землевласником та у віданні якої перебуває заказник,— СТОВ «Шуляки». Створений Рішенням Черкаської обласної ради від 28.04.1993 р. № 14-21, Указ Президента України від 20.08.1996 р.
Заказник являє собою ділянку заплави річки Гірський Тікич з численними озерами та болотами, що мають водорегулюючу функцію.
Флора заказника нараховує приблизно 160 видів рослин, з-поміж яких є цінні лікарські та рідкісні. 
Шуляцьке болото — місце, де зустрічаються орла-карлика, чорного лелеки та інших птахів, занесених до Червоної книги України.

## Галерея

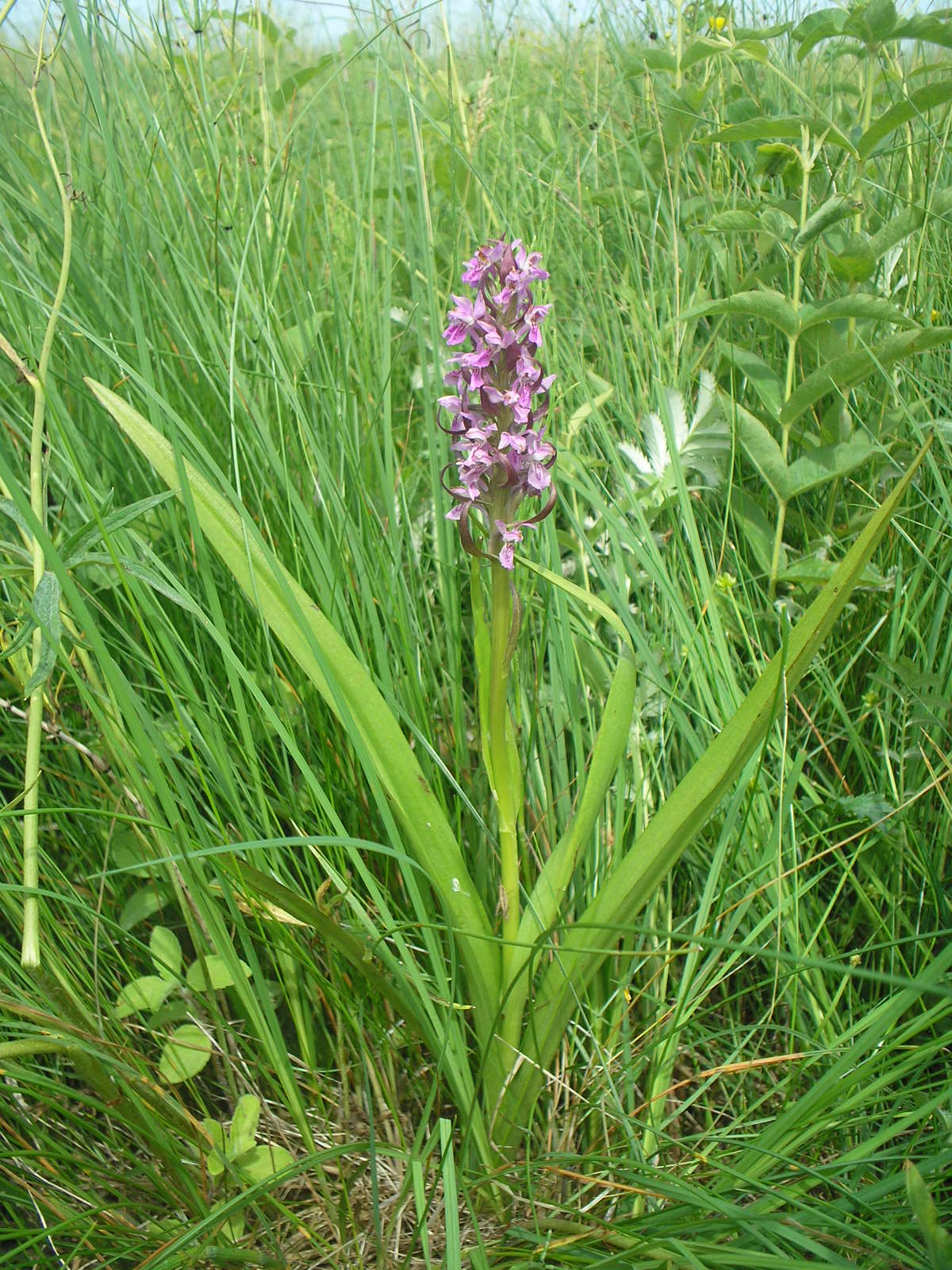
Зозульки м'ясо-червоні у заказнику